# 钟利贵
钟利贵（1953年8月—），中華人民共和國政治人物。江西修水人。1978年12月参加工作，中国共产党党员，曾任江西省政协副主席等职务。

## 生平
生于江西省修水县白岭镇大庄塅村，长期在家乡任职，曾担任修水县县长、县委书记、县人大常委会主任等职务，中共江西省委组织部副部长，新余市委书记，抚州市委书记等职。2008年12月，任中共九江市委书记。2011年2月，当选为江西省政协副主席。2013年9月，不再担任中共九江市委书记，转任江西省政协党组副书记。2017年1月，辞去江西省政协副主席。